# Jules Boucher (homme politique)
Pour les articles homonymes, voir Jules Boucher et Boucher.
Jules Boucher (né le 8 juin 1933 à Sayabec - mort le 31 décembre 1999 à Rivière-du-Loup) est un comptable, fonctionnaire et homme politique québécois. Il a été député péquiste de la circonscription provinciale de Rivière-du-Loup de 1976 à 1985.